# Magdaléna Medicejská
Magdaléna Medicejská (italsky Maddalena di Lorenzo de' Medici, 25. července 1473 Florencie – 2. prosince 1519 Řím) byla vévodkyně ze Spoleta z rodu Medicejů.

## Život
Narodila se jako dcera Lorenza Medicejského a Clarice, dcery Jakuba Orsiniho z vlivného římského rodu Orsiniů. V domě rodičů získala humanistické vzdělání, její dětství však bylo poznamenáno bouřlivými událostmi během spiknutí Pazziů a z Magdalény, trápené četnými dětskými nemocemi, se stala uzavřená melancholická dívka. Byla matčinou oblíbenou dcerou a v útlém mládí byla provdána za téměř čtyřicetiletého Franceschetta Cyba, jednoho z mnoha levobočků nového papeže Inocence VIII. Ženichova otce si Lorenzo postupně naklonil četnými dary a pozornostmi a po svatbě se jeho vliv na papeže ještě zvýšil. Nepříliš půvabná nevěsta dostala věnem čtyři tisíce dukátů, florentský palác Pazziů a jejich vilu v Montughi a panství ve Spedaletu u Arezza.
Manželství s Franceschettem, milovníkem žen, vína a karbanu, bylo požehnáno osmi potomky, z nichž se jich šest dožilo dospělosti. Magdaléna se jim postarala o vhodné sňatky a synovi Innocencovi o církevní kariéru. Zemřela krátce po svém manželovi v prosinci 1519 a byla pohřbena v bazilice sv. Petra.